# Episodi de I ragazzi del sabato sera (terza stagione)
La terza stagione della serie televisiva I ragazzi del sabato sera è stata trasmessa in anteprima negli Stati Uniti d'America dalla ABC tra il 10 settembre 1977 e il 18 maggio 1978.
| nº | Titolo originale                              | Titolo italiano | Prima TV USA      | Prima TV Italia |
| -- | --------------------------------------------- | --------------- | ----------------- | --------------- |
| 1  | Sweathog Back-to-School Special               |                 | 10 settembre 1977 |                 |
| 2  | And Baby Makes Four (Part 1)                  |                 | 15 settembre 1977 |                 |
| 3  | And Baby Makes Four (Part 2)                  |                 | 15 settembre 1977 |                 |
| 4  | And Baby Makes Four (Part 3)                  |                 | 22 settembre 1977 |                 |
| 5  | Brother, Can You Spare a Million?             |                 | 29 settembre 1977 |                 |
| 6  | Just Testing                                  |                 | 6 ottobre 1977    |                 |
| 7  | The Deprogramming of Arnold Horshack          |                 | 13 ottobre 1977   |                 |
| 8  | What a Move                                   |                 | 20 ottobre 1977   |                 |
| 9  | A Novel Idea                                  |                 | 27 ottobre 1977   |                 |
| 10 | Barbarino in Love (Part 1)                    |                 | 3 novembre 1977   |                 |
| 11 | Barbarino in Love (Part 2)                    |                 | 10 novembre 1977  |                 |
| 12 | Kotter for Vice Principal                     |                 | 17 novembre 1977  |                 |
| 13 | Swine and Punishment                          |                 | 24 novembre 1977  |                 |
| 14 | Epstein's Madonna                             |                 | 8 dicembre 1977   |                 |
| 15 | A Sweathog Christmas Special                  |                 | 15 dicembre 1977  |                 |
| 16 | Sweatwork                                     |                 | 22 dicembre 1977  |                 |
| 17 | Meet Your New Teacher: Batteries Not Included |                 | 5 gennaio 1978    |                 |
| 18 | Angie                                         |                 | 12 gennaio 1978   |                 |
| 19 | Epstein's Term Paper                          |                 | 19 gennaio 1978   |                 |
| 20 | There's No Business (Part 1)                  |                 | 26 gennaio 1978   |                 |
| 21 | There's No Business (Part 2)                  |                 | 2 febbraio 1978   |                 |
| 22 | What Goes Up                                  |                 | 9 febbraio 1978   |                 |
| 23 | Goodbye, Mr. Kripps                           |                 | 16 febbraio 1978  |                 |
| 24 | Horshack and the Madame X                     |                 | 23 febbraio 1978  |                 |
| 25 | The Kiss                                      |                 | 13 aprile 1978    |                 |
| 26 | The Return of Hotsy Totsy                     |                 | 11 maggio 1978    |                 |
| 27 | Class Encounters of the Carvelli Kind         |                 | 18 maggio 1978    |                 |